# قائمة صيغ الملفات
امتداد الملف هو وسيلة للتعرف على صيغة الملف ووظيفته، وهي طريقة يتوصل بها نظام التشغيل لمعرفة البرامج المناسبة لفتح أو تشغيل الملف.
هذه القائمة لصيغ الملفات الأكثر شهرة مفهرسة حسب نوعية ملفاتها، من الجدير بالذكر أن بعض نظم التشغيل لا تحتوى ملفاتها على امتدادات كشبيهات يونكس، بينما توجد بعض امتدادات الملفات التي يزيد عدد حروفها عن ثلاثة أحرف.

## الضغط والأرشفة
- ؟Q? : صيغة لبرنامج ضغط ?Q?
- 7-z : صيغة لبرنامج 7 زد للضغط
- ace
- ALZ
- AT3 : امتدا لأحد برامج شركة سونى
- .bke : باك آب أيرث (برناج ضغط)
- ARC
- ARJ
- bmp
- bkf :باك آب فايل وهو أمتداد تابع لشركة مايكروسوفت
- bz2
- bmp : لضغط الصور
- c4 : امتداد لصور جيدميكس المضغوطة
- cab : امتداد لضغط ملفات أنظمة تشغيل مايكروسوفت
- cpt/sea : امتداد لضغط اللفات (ماكنتوش)
- DAA : دايركت آكسس أرشيف (ويندوز فقط)
- deb : امتداد لضغط ملفات التوزيعات الدبيانية (لينوكس)
- DMG : ضغط ملفات (آبل)
- EEA: امتداد لضغط ملحقات البريد الإلكترونى

## وصلات خارجية
- قائمة بأنواع الملفات
- مرجع امتدادات الملفات